# Academia da Força Aérea dos Estados Unidos

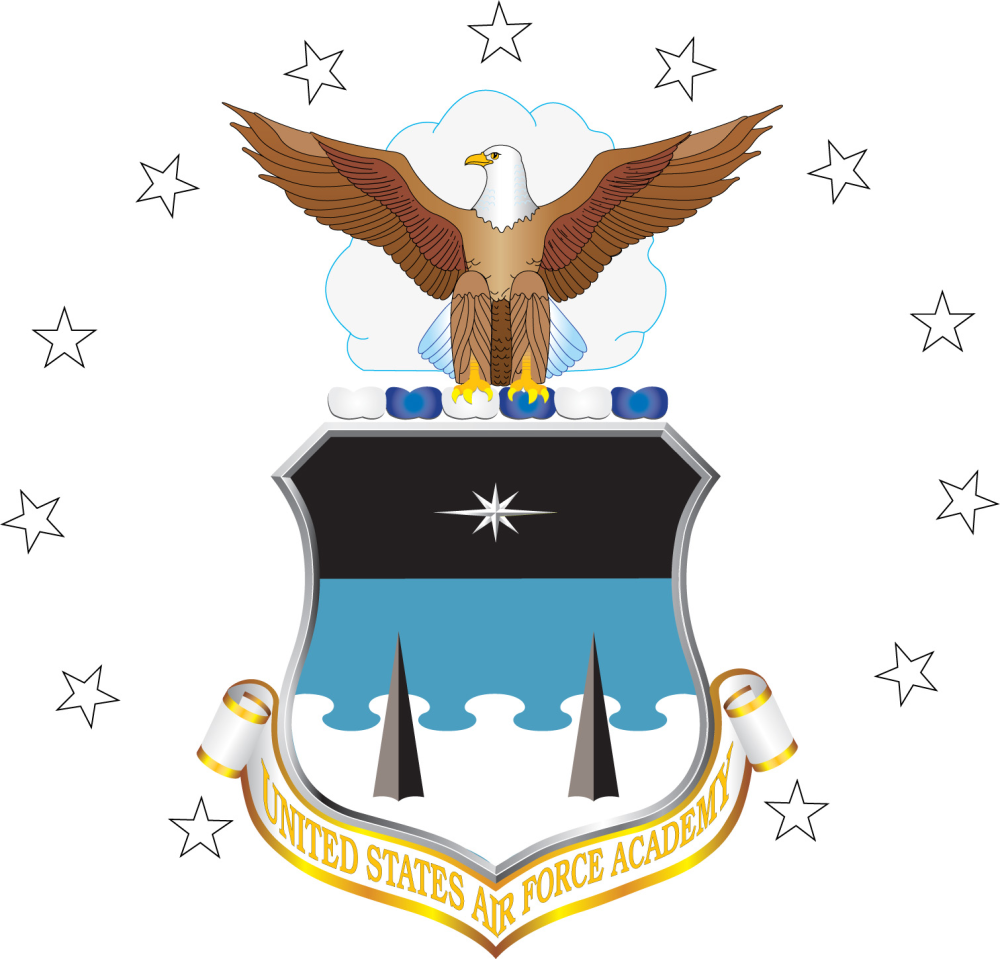
Emblema da Academia.

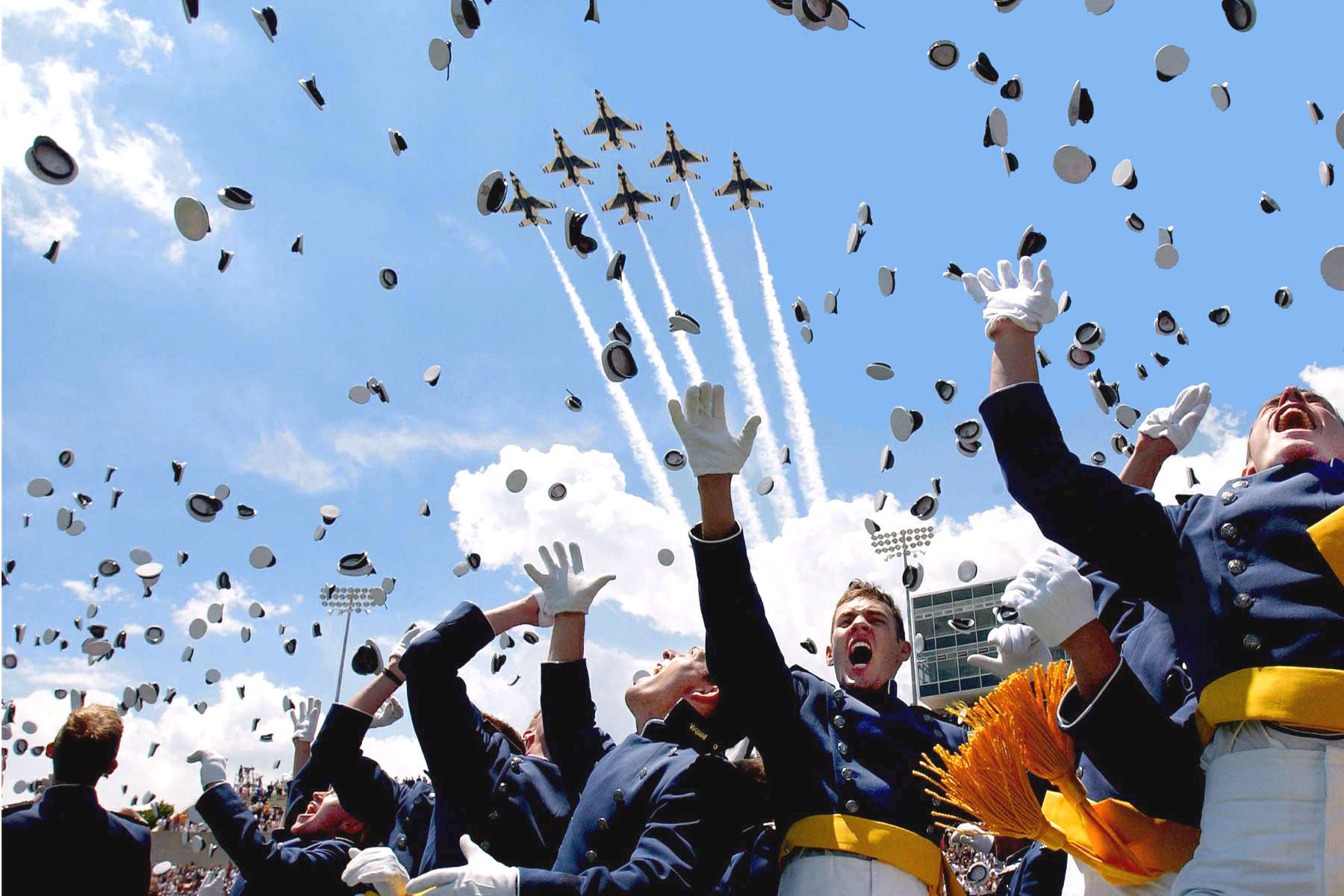
Cadetes celebrando a sua graduação.

A Academia da Força Aérea dos Estados Unidos (inglês: United States Air Force Academy - USAFA) é uma instituição para formação de cadetes da Força Aérea dos Estados Unidos e da Força Espacial dos Estados Unidos fundada em 1954 e localizada em Colorado Springs, no estado do Colorado, Estados Unidos.
É a mais jovem das cinco academias de serviço dos Estados Unidos, tendo se formado em sua primeira turma há 62 anos em 1959, mas é a terceira em antiguidade. Os graduados do programa de quatro anos da academia recebem um diploma de bacharel em ciências e são comissionados como segundo-tenentes na Força Aérea dos EUA ou na Força Espacial dos EUA. A academia também é uma das maiores atrações turísticas do Colorado, atraindo aproximadamente um milhão de visitantes a cada ano.
Os formandos da Academia após o curso de quatro anos recebem a patente de segundo-tenente da Força Aérea. Ela é também uma das grandes atrações turísticas do Colorado, atraindo cerca de um milhão de visitantes a cada ano. Seu campus tem a extensão de 18 mil acres (73 km²), e é situado na face leste das Montanhas Rochosas, logo ao norte de Colorado Springs numa altitude de 2.212 m do nível do mar.
A Academia é um dos colégios mais seletivos do país. Os candidatos a cursá-la necessitam passar por uma série de testes físicos, se submeter a exames médicos e conseguir uma apresentação, que geralmente é dada por membros do Congresso dos Estados Unidos. Durante o curso, seu desempenho é julgado por seu aproveitamento acadêmico, caráter, demonstração de liderança e desempenho atlético. Dos 1400 cadetes de cada classe iniciada anualmente na Academia, cerca de mil conseguem se formar.
Seu programa é baseado nos "quatro pilares' de excelência: treinamento militar, preparo acadêmico, condições atléticas e desenvolvimento de personalidade.